# Chiesa di San Nicola (Giugliano in Campania)
La chiesa di San Nicola è un luogo di culto cattolico di Giugliano in Campania. Si eleva sul Corso Campano, asse viario principale della città, al limite orientale del centro storico.

## Storia
Di una cappella dedicata a San Nicola si hanno notizie dal XIII secolo, tuttavia la pianta della chiesa richiama un modello diffuso a Napoli nel XIV secolo, con vasta aula unica ed abside rettangolare coperto da una volta. Venne ristrutturata fra il 1785 e il 1795.
Il campanile fu ricostruito nell'attuale posizione in stile neorinascimentale alla fine del XIX secolo, nell'ambito delle sistemazioni urbanistiche che portarono all'allargamento del Corso Campano, e alla realizzazione della linea tramviaria. Il vecchio campanile era di epoca angioina.

## La chiesa
La facciata, dalle linee architettoniche molto sobrie, è ascrivibile al XIX secolo o alla fine del XVIII.
Il portale in marmo, composto nel Seicento con marmi antichi di riuso cumani, immette in un'ariosa navata coperta da un pregevole soffitto ligneo a cassettoni, aperta sul presbiterio (affreschi e altare in marmi policromi del XVIII secolo) da un alto arco trionfale a tutto sesto.
Da segnalare a sinistra dell'ingresso una pregevole lastra tombale del XVI secolo, con in rilievo la figura del giacente incorniciata dall'iscrizione e da figure allegoriche; purtroppo l'opera è difficilmente leggibile perché sistemata, in maniera del tutto inopportuna, addossata al muro in posizione orizzontale.
Da qualche anno è stato aggiunto un portone di bronzo.